# 3457 Arnenordheim
3457 Arnenordheim (1985 RA3) là một tiểu hành tinh vành đai chính được phát hiện ngày 5 tháng 9 năm 1985 bởi Henri Debehogne ở Đài thiên văn Nam Âu. Nó được đặt theo tên Na Uy composer Arne Nordheim.